# Inga augusti
Inga augusti é uma espécie vegetal da família Fabaceae.
Arbusto coletado apenas 2 vezes em matas de esclerófitas, entre 1.800 e 2.500 metros de altitude, na region de Huánuco, no Peru